# Matolls xeròfits de l'illa Aldabra
El matoll xeròfil de les illes Aldabra és una ecoregió de l'ecozona afrotropical, definida per WWF, constituïda per l'atol d'Aldabra i les illes veïnes, situades a l'oceà Índic. Aquesta ecoregió forma part de la regió denominada selves humides de les Seychelles i les Mascarenyes, inclosa en la llista Global 200.

## Geografia
Extremament aïllat, Aldabra és gairebé intacte pels humans. L'atol d'Aldabra està més a prop de la costa d'Àfrica a 630 km que de Mahé, i es troba a la zona més al sud-oest de les Seychelles. Es troba a 407 km al nord-oest de Madagascar i a 440 km de Moroni a les illes Comores.
L'atol és l'escull de corall més gran del món amb una elevació de 8 metres; i el segon atol més gran del món després de l'atol de Kiritimati. Situat a 9° 24′S 46°22′E i pertany al Grup Aldabra, un dels grups insulars de les Illes Exteriors de les Seychelles, que inclou l'illa d'Assumpció i els atols d'Astove i Cosmoledo. L'atol d'Aldabra té 34 quilòmetres de longitud (en direcció est-oest) i 13 quilòmetres de llarg. Té una gran llacuna, 196 quilòmetres quadrats de superfície, dels quals aproximadament dos terços són secs durant la marea baixa. La llacuna es troba encerclada per esculls de l'escull de corall. Al voltant de la vora de la llacuna es troben les illes més grans de l'atol. La superfície total terrestre de l'Atol és de 155.4 quilòmetres quadrats. La mida inclosa la llacuna és de 380 quilòmetres quadrats. La vora exterior de l'atol té tres passatges que connecten a la llacuna, de 6 a 10 quilòmetres d'amplada a mesura que s'obre al mar. La profunditat mitjana d'aigua a la llacuna és d'uns 5 metres; no obstant això, els passatges que s'obren al mar són de fins a 20 metres de profunditat i fortament afectats pels corrents de marea.

## Clima i marees
Aldabra està situat a la zona seca del sud-oest de l'oceà Índic. El monsó nord-oest és de novembre a març i comporta les precipitacions més intenses. En els mesos restants, es registren els vents comercials de pas a sud. Aldabra rep una mitjana de 960 milles de pluja a l'any. Els ciclons són rars a les Seychelles a causa de la seva proximitat a l'equador. Les marees a la zona costanera augmenten fins a 3 metres d'alçada, provocant corrents de canal, i una enorme afluència d'aigua; el canal principal drena el 60% del cabal a la llacuna. La temperatura màxima mitjana registrada registrada al desembre és de 31 °C. La temperatura mínima mitjana registrada a l'agost és de 22 °C.

## Protecció
L'atol d'Aldabra va ser designat Patrimoni Mundial de la UNESCO el 19 de novembre de 1982. És un dels dos llocs del patrimoni mundial de la UNESCO a les Seychelles; i està gestionat i protegit per la Seychelles Islands Foundation (SIF). L'àrea marina protegida s'estén 1 quilòmetre al mar per assegurar la preservació de la seva fauna marina. [23] El turisme ecològic està controlat i es restringeix la introducció d'espècies invasores. Basat en el procés d'avaluació, la UNESCO va inscriure el lloc, una reserva especial protegida legalment de 35.000 hectàrees, a la llista de Patrimoni de la Humanitat sota tres criteris: Criteri (vii): l'Atoll Aldabra engloba una gran extensió de bells recursos naturals relativament sense tocar, on prosperen diverses espècies animals importants i algunes espècies vegetals, juntament amb formacions terrestres notables, i el seu procés proporciona un espectacle únic de fenòmens naturals; Criteri (ix): L'atol és un exemple superlatiu d'un ecosistema insular oceànic. en què els processos evolutius són actius dins d'una rica biota. La mida i la diversitat morfològica de l'atol han permès desenvolupar una gran varietat de comunitats insulars discretes amb una elevada incidència d'endèmia entre les espècies constituents pròpies dels ecosistemes insulars. Els processos naturals tenen lloc amb una mínima interferència humana i es poden demostrar clarament en la seva total complexitat; i Criteri (x): Aldabra proporciona un laboratori natural per a l'estudi del procés d'ecologia evolutiva i és una plataforma per al descobriment científic clau. L'atol constitueix un refugi que alberga poblacions viables d'una gamma d'espècies de plantes i animals rares i en perill d'extinció. Aquests inclouen les darreres poblacions de tortuga gegant i ocells sense vol de l'oceà Índic de l'oest Índic, una important població de cries de tortugues marines i grans colònies d'aus marines que sumen les desenes de milers. La població de tortuga substancial és autosuficient i tots els elements de la seva interrelació amb el medi terrestre són evidents.
BirdLife International va declarar Aldabra com a important àrea endèmica d'ocells (IBA) el 2001 a causa de les seves grans colònies d'aus marines de les categories A1, A2, A4i, A4ii i A4iii, amb una superfície de 33.180 hectàrees que es solapa amb la zona de reserva especial. de 35.000 hectàrees de l'atol Aldabra. [23] [57]
Aldabra es va convertir en un lloc Ramsar Wetland d'Importància Internacional el 2010. Amb una superfície de 25.100 ha (més de la meitat de la zona de l'atol), l'ecosistema de la zona humida d'Aldabra inclou l'extensa llacuna superficial dins l'atol, que està atapeïda amb exuberants jaços marins i esculls escarpats de corall, els fangs intermareals i els esculls de corall fora de la llacuna, piscines d'aigua dolça, platges i 2000 ha de manglar. Aquests aiguamolls donen suport a diverses espècies en perill d'extinció, incloent el nombre creixent de tortugues a l'atol, els dugongs i moltes altres espècies d'aus, peixos i invertebrats.
Aldabra va ser designat com a lloc de la xarxa de tortugues de l'Oceà Índic (en el sud-est asiàtic) (IOSEA), en la seva convenció de 2014.

## Flora
Aldabra alberga unes 157 espècies endèmiques.

## Fauna

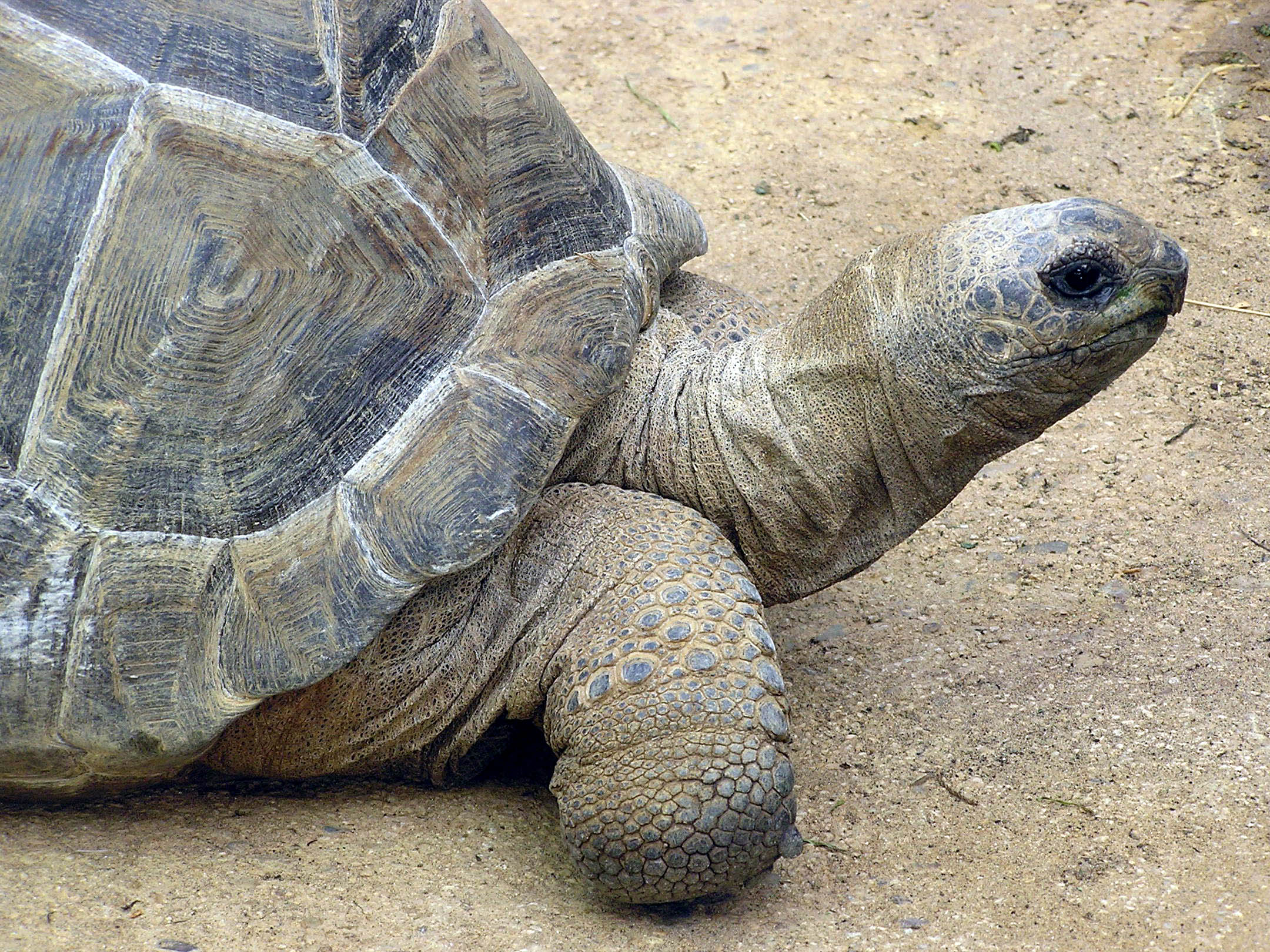
Tortuga d'Aldabara

És un important refugi per al cranc dels cocoters (Birgus latro), així com per diverses espècies de tortugues i aus marines.

## Endemismes
La tortuga gegant d'Aldabra (Aldabrachelys gigantea), és una espècie nativa d'aquest atol i altres illes veïnes.
Dues espècies de passeriformes són endèmiques de l'atol d'Aldabra:
Drongo d'Aldabra (Dicrurus aldabranus)
Cantor d'Aldabra (Nesillas aldabrana), descobert el 1968 i pràcticament extint.
També és endèmica una subespècie del rascló de Cuvier (Dryolimnas cuvieri), Dryolimnas cuvieri aldabranus, que té la particularitat que, a diferència dels membres de l'espècie que habiten a Madagascar, ha perdut la capacitat de volar.
El 20% de les espècies de plantes amb flors de les illes són endèmiques.

## Estat de conservació
Intacte i relativament estable.

## Protecció
El 1982, l'atol de Aldabra va ser declarat Patrimoni de la Humanitat per la Unesco.